# Seznam medailistů na mistrovství Evropy v krasobruslení – sportovní dvojice
Seznam medailistů na mistrovství Evropy v krasobruslení uvádí chronologický přehled osob od roku 1930, které získaly zlatou, stříbrnou či bronzovou medaili na mistrovství Evropy v krasobruslení.

## Sportovní dvojice
| Rok       | Místo                              | Zlato                                  | Stříbro                                   | Bronz                                    |
| --------- | ---------------------------------- | -------------------------------------- | ----------------------------------------- | ---------------------------------------- |
| ME 1930   | Vídeň                              | Olga Orgonista Sándor Szalay           | Emilia Rotter László Szollás              | Gisela Hochaltinger Otto Preissecker     |
| ME 1931   | Svatý Mořic                        | Olga Orgonista Sándor Szalay           | Emilia Rotter László Szollás              | Lilly Gaillard Willy Petter              |
| ME 1932   | Paříž                              | Andrée Brunet Pierre Brunet            | Lilly Gaillard Willy Petter               | Idi Papez Karl Zwack                     |
| ME 1933   | Londýn                             | Idi Papez Karl Zwack                   | Lilly Gaillard Willy Petter               | Mollie Philips Rodney Murdoch            |
| ME 1934   | Praha                              | Emilia Rotter László Szollás           | Idi Papez Karl Zwack                      | Zofia Bilorówna Tadeusz Kowalski         |
| ME 1935   | Svatý Mořic                        | Maxi Herber Ernst Baier                | Idi Papez Karl Zwack                      | Lucy Gallo Rezső Dillinger               |
| ME 1936   | Berlín                             | Maxi Herber Ernst Baier                | Violet Cliff Leslie Cliff                 | Piroska Szekrenyessy Attila Szekrenyessy |
| ME 1937   | Praha                              | Maxi Herber Ernst Baier                | Ilse Pausin Erich Pausin                  | Piroska Szekrenyessy Attila Szekrenyessy |
| ME 1938   | Svatý Mořic                        | Maxi Herber Ernst Baier                | Ilse Pausin Erich Pausin                  | Inge Koch Gunther Noack                  |
| ME 1939   | Londýn                             | Maxi Herber Ernst Baier                | Ilse Pausin Erich Pausin                  | Inge Koch Gunther Noack                  |
| 1940-1946 | Nekonáno pro druhou světovou válku | Nekonáno pro druhou světovou válku     | Nekonáno pro druhou světovou válku        | Nekonáno pro druhou světovou válku       |
| ME 1947   | Davos                              | Micheline Lannoy Pierre Baugniet       | Winifred Silverthorne Dennis Silverthorne | Suzanne Diskeuve Edmond Verbustel        |
| ME 1948   | Praha                              | Andrea Kékesy Ede Király               | Blažena Knittlová Karel Vosátka           | Herta Ratzenhofer Emil Ratzenhofer       |
| ME 1949   | Milán                              | Andrea Kékesy Ede Király               | Marianne Nagy Lászlo Nagy                 | Herta Ratzenhofer Emil Ratzenhofer       |
| ME 1950   | Oslo                               | Marianne Nagy Lászlo Nagy              | Eliane Steinemann André Calame            | Jennifer Nicks John Nicks                |
| ME 1951   | Curych                             | Ria Baran Paul Falk                    | Eliane Steinemann André Calame            | Jennifer Nicks John Nicks                |
| ME 1952   | Vídeň                              | Ria Baran Paul Falk                    | Jennifer Nicks John Nicks                 | Marianne Nagy Lászlo Nagy                |
| ME 1953   | Dortmund                           | Jennifer Nicks John Nicks              | Marianne Nagy Lászlo Nagy                 | Elisabeth Schwartz Kurt Oppelt           |
| ME 1954   | Bolzano                            | Silvia Grandjean Michel Grandjean      | Elisabeth Schwartz Kurt Oppelt            | Soňa Balunová Miloslav Balun             |
| ME 1955   | Budapešť                           | Marianne Nagy Lászlo Nagy              | Věra Suchánková Zdeněk Doležal            | Marika Kilius Franz Ningel               |
| ME 1956   | Paříž                              | Elisabeth Schwartz Kurt Oppelt         | Marianne Nagy Lászlo Nagy                 | Marika Kilius Franz Ningel               |
| ME 1957   | Vídeň                              | Věra Suchánková Zdeněk Doležal         | Marianne Nagy Lászlo Nagy                 | Marika Kilius Franz Ningel               |
| ME 1958   | Bratislava                         | Věra Suchánková Zdeněk Doležal         | Nina Žuková Stanislav Žuk                 | Joyce Coates Anthony Holles              |
| ME 1959   | Davos                              | Marika Kilius Hans-Jürgen Bäumler      | Nina Žuková Stanislav Žuk                 | Joyce Coates Anthony Holles              |
| ME 1960   | Garmisch-Partenkirchen             | Marika Kilius Hans-Jürgen Bäumler      | Nina Žuková Stanislav Žuk                 | Margret Göbl Franz Ningel                |
| ME 1961   | Berlín                             | Marika Kilius Hans-Jürgen Bäumler      | Margret Göbl Franz Ningel                 | Margrit Senf Peter Gobel                 |
| ME 1962   | Ženeva                             | Marika Kilius Hans-Jürgen Bäumler      | Ljudmila Bělousovová Oleg Protopopov      | Margret Göbl Franz Ningel                |
| ME 1963   | Budapešť                           | Marika Kilius Hans-Jürgen Bäumler      | Ljudmila Bělousovová Oleg Protopopov      | Taťjana Žuková Alexandr Gavrilov         |
| ME 1964   | Grenoble                           | Marika Kilius Hans-Jürgen Bäumler      | Ljudmila Bělousovová Oleg Protopopov      | Taťjana Žuková Alexandr Gavrilov         |
| ME 1965   | Moskva                             | Ljudmila Bělousovová Oleg Protopopov   | Gerda Johner Ruedi Johner                 | Taťjana Žuková Alexandr Gorelik          |
| ME 1966   | Bratislava                         | Ljudmila Bělousovová Oleg Protopopov   | Taťjana Žuková Alexandr Gorelik           | Margo Glockschuber Wolfgang Danne        |
| ME 1967   | Lublaň                             | Ljudmila Bělousovová Oleg Protopopov   | Margot Glockshuber Wolfgang Danne         | Heidemarie Steiner Heinz-Ulrich Walther  |
| ME 1968   | Västerås                           | Ljudmila Bělousovová Oleg Protopopov   | Tamara Moskvinová Alexej Mišin            | Heidemarie Steiner Heinz-Ulrich Walther  |
| ME 1969   | Garmisch-Partenkirchen             | Irina Rodninová Alexej Ulanov          | Ljudmila Bělousovová Oleg Protopopov      | Tamara Moskvinová Alexej Mišin           |
| ME 1970   | Sankt Petěrburk                    | Irina Rodninová Alexej Ulanov          | Ljudmila Smirnovová Andrej Surajkin       | Heidemarie Steiner Heinz-Ulrich Walther  |
| ME 1971   | Curych                             | Irina Rodninová Alexej Ulanov          | Ljudmila Smirnovová Andrej Surajkin       | Galina Karelinová Georgij Proskurin      |
| ME 1972   | Göteborg                           | Irina Rodninová Alexej Ulanov          | Ljudmila Smirnovová Andrej Surajkin       | Manuela Groß Uwe Kagelmann               |
| ME 1973   | Kolín nad Rýnem                    | Irina Rodninová Alexandr Zajcev        | Ljudmila Smirnovová Alexej Ulanov         | Almut Lehmann Herbert Wiesinger          |
| ME 1974   | Záhřeb                             | Irina Rodninová Alexandr Zajcev        | Romy Kermer Rolf Österreich               | Ljudmila Smirnovová Alexej Ulanov        |
| ME 1975   | Kodaň                              | Irina Rodninová Alexandr Zajcev        | Romy Kermer Rolf Österreich               | Manuela Groß Uwe Kagelmann               |
| ME 1976   | Ženeva                             | Irina Rodninová Alexandr Zajcev        | Romy Kermer Rolf Österreich               | Irina Vorobjovová Alexandr Vlasov        |
| ME 1977   | Helsinky                           | Irina Rodninová Alexandr Zajcev        | Irina Vorobjovová Alexandr Vlasov         | Marina Čerkasová Sergej Šachraj          |
| ME 1978   | Štrasburk                          | Irina Rodninová Alexandr Zajcev        | Marina Čerkasovová Sergej Šachraj         | Manuela Mager Uwe Bewersdorff            |
| ME 1979   | Záhřeb                             | Marina Čerkasovová Sergej Šachraj      | Irina Vorobjovová Igor Lisovskij          | Sabine Baeß Tassilo Thierbach            |
| ME 1980   | Göteborg                           | Irina Rodninová Alexandr Zajcev        | Marina Čerkasovová Sergej Šachraj         | Marina Pestová Stanislav Leonovič        |
| ME 1981   | Innsbruck                          | Irina Vorobjovová Igor Lisovskij       | Christina Riegel Andreas Nischwitz        | Marina Čerkasová Sergej Šachraj          |
| ME 1982   | Lyon                               | Sabine Baeß Tassilo Thierbach          | Marina Pestová Stanislav Leonovič         | Irina Vorobjovová Igor Lisovskij         |
| ME 1983   | Dortmund                           | Sabine Baeß Tassilo Thierbach          | Jelena Valová Oleg Vasiljev               | Birgit Lorenz Knut Schubert              |
| ME 1984   | Budapešť                           | Jelena Valová Oleg Vasiljev            | Sabine Baeß Tassilo Thierbach             | Birgit Lorenz Knut Schubert              |
| ME 1985   | Göteborg                           | Jelena Valová Oleg Vasiljev            | Larisa Selezňovová Oleg Makarov           | Veronika Peršinová Marat Akbarov         |
| ME 1986   | Kodaň                              | Jelena Valová Oleg Vasiljev            | Jekatěrina Gordějevová Sergej Griňkov     | Jelena Bečke Valerij Kornijenko          |
| ME 1987   | Sarajevo                           | Larisa Selezňovová Oleg Makarov        | Jelena Valová Oleg Vasiljev               | Katrin Kanitz Tobias Schröter            |
| ME 1988   | Praha                              | Jekatěrina Gordějevová Sergej Griňkov  | Larisa Selezňovová Oleg Makarov           | Peggy Schwarz Alexander König            |
| ME 1989   | Birmingham                         | Larisa Selezňovová Oleg Makarov        | Mandy Wötzel Axel Rauschenbach            | Natalja Miškuťonoková Artur Dmitrijev    |
| ME 1990   | Leningrad                          | Jekatěrina Gordějevová Sergej Griňkov  | Larisa Selezňovová Oleg Makarov           | Natalja Miškuťonoková Artur Dmitrijev    |
| ME 1991   | Sofie                              | Natalja Miškuťonoková Artur Dmitrijev  | Jelena Bečke Děnis Petrov                 | Jevgenija Šiškovová Vadim Naumov         |
| ME 1992   | Lausanne                           | Natalja Miškuťonoková Artur Dmitrijev  | Jelena Bečke Děnis Petrov                 | Jevgenija Šiškovová Vadim Naumov         |
| ME 1993   | Helsinky                           | Marina Jelcovová Andrej Buškov         | Mandy Wötzel Ingo Steuer                  | Jevgenija Šiškovová Vadim Naumov         |
| ME 1994   | Kodaň                              | Jekatěrina Gordějevová Sergej Griňkov  | Jevgenija Šiškovová Vadim Naumov          | Natalja Miškuťonoková Artur Dmitrijev    |
| ME 1995   | Dortmund                           | Mandy Wötzel Ingo Steuer               | Radka Kovaříková René Novotný             | Jevgenija Šiškovová Vadim Naumov         |
| ME 1996   | Sofie                              | Oxana Kazakovová Artur Dmitrijev       | Mandy Wötzel Ingo Steuer                  | Sarah Abitbol Stephane Bernadis          |
| ME 1997   | Paříž                              | Marina Jelcovová Andrej Buškov         | Mandy Wötzel Ingo Steuer                  | Jelena Běrežná Anton Sicharulidze        |
| ME 1998   | Milán                              | Jelena Běrežná Anton Sicharulidze      | Oxana Kazakovová Artur Dmitrijev          | Sarah Abitbol Stephane Bernadis          |
| ME 1999   | Praha                              | Marija Petrovová Alexej Tichonov       | Dorota Zagórska Mariusz Siudek            | Sarah Abitbol Stephane Bernadis          |
| ME 2000   | Vídeň                              | Marija Petrovová Alexej Tichonov       | Dorota Zagórska Mariusz Siudek            | Sarah Abitbol Stephane Bernadis          |
| ME 2001   | Bratislava                         | Jelena Běrežná Anton Sicharulidze      | Taťjana Toťmjaninová Maxim Marinin        | Sarah Abitbol Stephane Bernadis          |
| ME 2002   | Lausanne                           | Taťjana Toťmjaninová Maxim Marinin     | Sarah Abitbol Stephane Bernadis           | Marija Petrovová Alexej Tichonov         |
| ME 2003   | Malmö                              | Taťjana Toťmjaninová Maxim Marinin     | Sarah Abitbol Stephane Bernadis           | Marija Petrovová Alexej Tichonov         |
| ME 2004   | Budapešť                           | Taťjana Toťmjaninová Maxim Marinin     | Marija Petrovová Alexej Tichonov          | Dorota Zagórska Mariusz Siudek           |
| ME 2005   | Turín                              | Taťjana Toťmjaninová Maxim Marinin     | Julija Obertasová Sergej Slavnov          | Marija Petrovová Alexej Tichonov         |
| ME 2006   | Lyon                               | Taťjana Toťmjaninová Maxim Marinin     | Aljona Savčenková Robin Szolkowy          | Marija Petrovová Alexej Tichonov         |
| ME 2007   | Varšava                            | Aljona Savčenková Robin Szolkowy       | Marija Petrovová Alexej Tichonov          | Dorota Siudek Mariusz Siudek             |
| ME 2008   | Záhřeb                             | Aljona Savčenková Robin Szolkowy       | Marija Muchortová Maxim Traňkov           | Juko Kavagutiová Alexandr Smirnov        |
| ME 2009   | Helsinky                           | Aljona Savčenková Robin Szolkowy       | Juko Kavagutiová Alexandr Smirnov         | Marija Muchortová Maxim Traňkov          |
| ME 2010   | Tallinn                            | Juko Kavagutiová Alexandr Smirnov      | Aljona Savčenková Robin Szolkowy          | Marija Muchortová Maxim Traňkov          |
| ME 2011   | Bern                               | Aljona Savčenková Robin Szolkowy       | Juko Kavagutiová Alexandr Smirnov         | Věra Bazarovová Jurij Larionov           |
| ME 2012   | Sheffield                          | Taťjana Volosožarová Maxim Traňkov     | Věra Bazarovová Jurij Larionov            | Xenia Stolbovová Fjodor Klimov           |
| ME 2013   | Záhřeb                             | Taťjana Volosožarová Maxim Traňkov     | Aljona Savčenková Robin Szolkowy          | Stefania Bertonová Ondřej Hotárek        |
| ME 2014   | Budapešť                           | Taťjana Volosožarová Maxim Traňkov     | Xenia Stolbovová Fjodor Klimov            | Věra Bazarovová Jurij Larionov           |
| ME 2015   | Stockholm                          | Juko Kavagutiová Alexandr Smirnov      | Xenia Stolbovová Fjodor Klimov            | Jevgenija Tarasovová Vladimir Morozov    |
| ME 2016   | Bratislava                         | Taťjana Volosožarová Maxim Traňkov     | Aljona Savčenková Bruno Massot            | Jevgenija Tarasovová Vladimir Morozov    |
| ME 2017   | Ostrava                            | Jevgenija Tarasovová Vladimir Morozov  | Aljona Savčenková Bruno Massot            | Vanessa Jamesová Morgan Ciprès           |
| ME 2018   | Moskva                             | Jevgenija Tarasovová Vladimir Morozov  | Xenija Stolbovová Fjodor Klimov           | Natalja Zabijako Alexandr Enbert         |
| ME 2019   | Minsk                              | Vanessa Jamesová Morgan Ciprès         | Jevgenija Tarasovová Vladimir Morozov     | Alexandra Bojkovová Dmitrij Kozlovskij   |
| ME 2020   | Štýrský Hradec                     | Alexandra Bojkovová Dmitrij Kozlovskij | Jevgenija Tarasovová Vladimir Morozov     | Darja Pavljučenkovová Děnis Chodykin     |
| ME 2021   | Nekonáno kvůli pandemii            | Nekonáno kvůli pandemii                | Nekonáno kvůli pandemii                   | Nekonáno kvůli pandemii                  |
| ME 2022   | Tallinn                            | Anastasia Mishina Aleksandr Galliamov  | Jevgenija Tarasovová Vladimir Morozov     | Alexandra Bojkovová Dmitrij Kozlovskij   |
| ME 2023   | Espoo                              | Sara Contiová Niccolò Macii            | Rebecca Ghilardiová Filippo Ambrosini     | Annika Hockeová Robert Kunkel            |
| ME 2024   | Kaunas                             | Lucrezia Beccariová Matteo Guarise     | Anastasija Meťolkinová Luka Berulava      | Rebecca Ghilardiová Filippo Ambrosini    |
| ME 2025   | Tallinn                            | Minerva Fabienne Hase Nikita Volodin   | Sara Contiová Niccolò Macii               | Anastasija Meťolkinová Luka Berulava     |